# Capteur de dioxyde de carbone

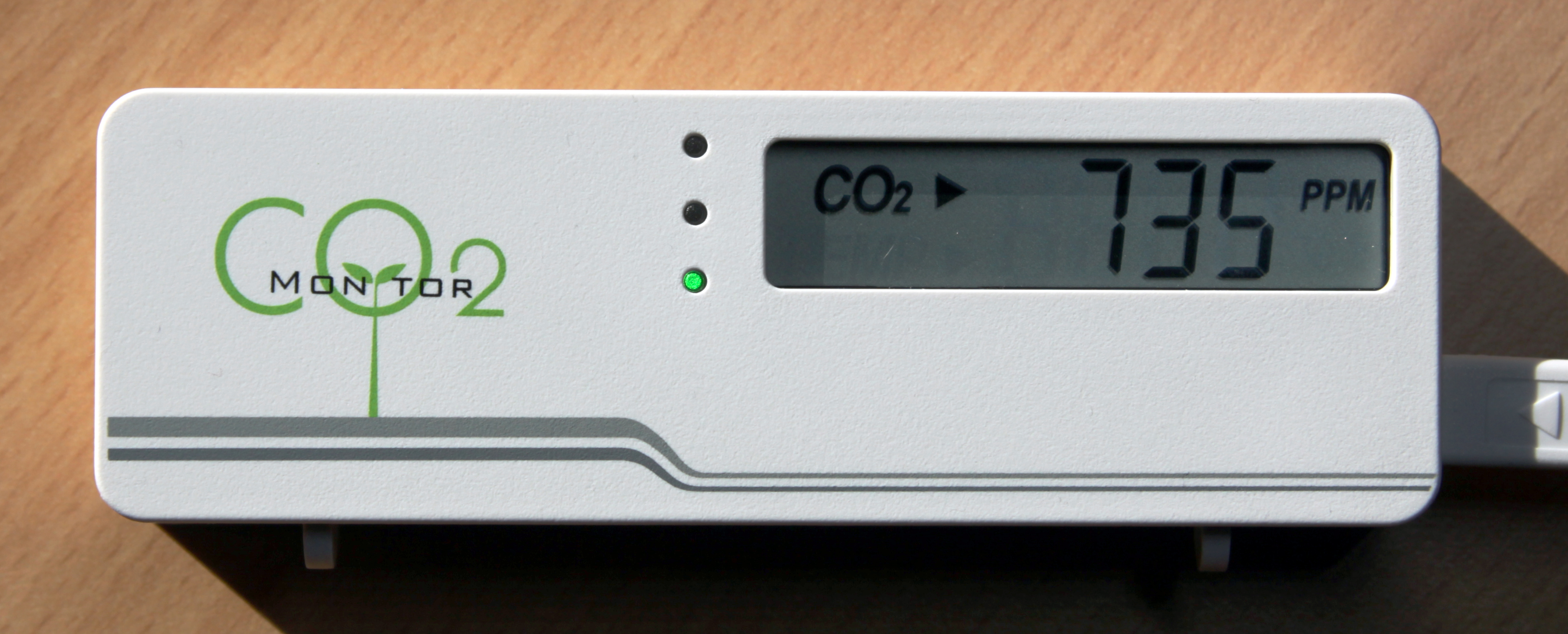
Mesureur de concentration de utilisant un capteur infrarouge non dispersif.

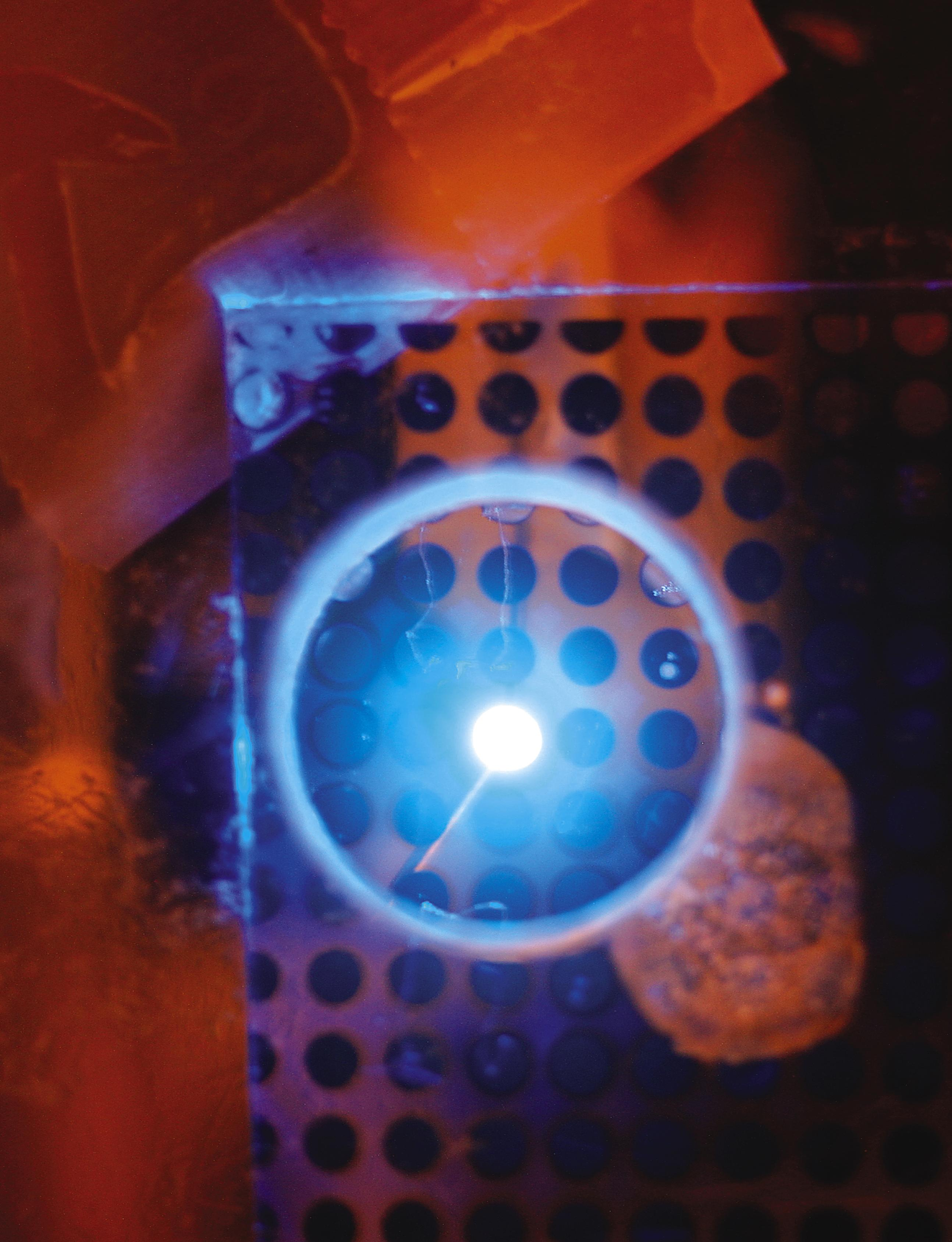
Capteur chimique / optique, transformation en lumière fluorescente (LED organique) à faible consommation d'énergie électrique pour mesurer la composition de l'atmosphère ambiante.

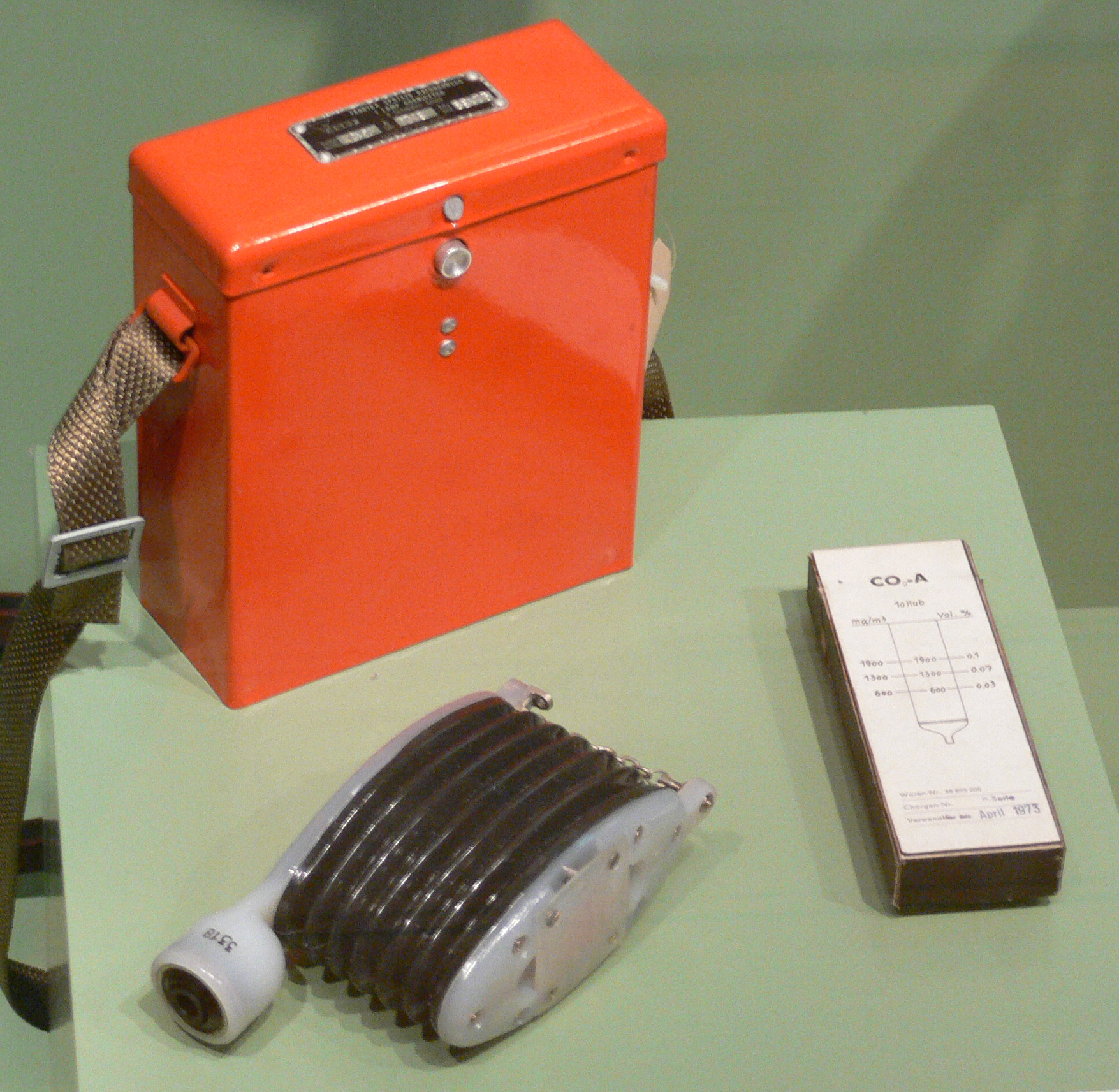
Appareil de mesure de la capacité respiratoire du patient en milieu médical de soins intensifs, années 1960-70, en Allemagne (DDR).

Un capteur de dioxyde de carbone ou capteur de CO2 est un instrument de mesure du gaz carbonique. Les principes les plus courants pour les capteurs de CO2 sont les capteurs de gaz infrarouges (capteur infrarouge non dispersif) et les capteurs de gaz chimiques. La mesure du CO2 est importante pour surveiller la qualité de l'air intérieur de locaux recevant du public et pour la surveillance du personnel traitant de nombreux processus industriels.
Cet élément fait partie des dispositifs qui contrôlent que l'air est « respirable », sans risque d'asphyxie.

## Capteurs deCO2infrarouges non dispersifs
Les capteurs infrarouge non dispersifs sont des capteurs spectroscopiques permettant de détecter le CO2 dans un environnement gazeux par sa caractéristique d'absorption. Les composants clés sont une source infrarouge, un tube lumineux, un filtre d'interférence (longueur d'onde) et un détecteur infrarouge. Le gaz est pompé ou diffuse dans le tube lumineux, et l'électronique mesure l'absorption de la longueur d'onde caractéristique de la lumière. Ces capteurs sont le plus souvent utilisés pour mesurer le dioxyde de carbone. Les meilleurs d'entre eux ont des sensibilités de 20 à 50 ppm.
Les capteurs de CO2 sont également utilisés pour le CO2 dissous pour des applications telles que la carbonatation des boissons, la fermentation pharmaceutique et les applications de séquestration du dioxyde de carbone. Dans ce cas, ils sont couplés à une optique ATR (réflexion totale atténuée) et mesurent le gaz in situ. Les nouveaux développements incluent l'utilisation de sources infrarouges ou fluorescentes de systèmes microélectromécaniques pour réduire les coûts de ce capteur et pour créer des dispositifs plus petits (par exemple pour une utilisation dans des applications de climatisation).

## Capteurs photoacoustiques
Le CO2 peut être mesuré par spectroscopie photoacoustique. La concentration en CO2 peut être déterminée en soumettant un échantillon à des impulsions d'énergie électromagnétique (comme celle d'un laser à rétroaction répartie) qui est spécifiquement accordée à la longueur d'onde d'absorption du CO2. Chaque impulsion d'énergie est absorbée par les molécules de CO2 de l'échantillon qui génèrent des ondes de pression par effet photoacoustique. Ces ondes de pression sont ensuite détectées avec un détecteur acoustique et converties en un signal utilisable par un ordinateur ou un microprocesseur.

## Capteurs chimiques
Les capteurs chimiques de CO2 à couches sensibles à base de polymère ou d'hétéro polysiloxane présentent l'avantage principal de nécessiter une très faible consommation d'énergie, et d'être de taille suffisamment réduite pour s'intégrer dans des systèmes de microélectronique. En revanche, les effets de dérive à court et à long terme, ainsi qu'une durée de vie globale plutôt faible, sont des obstacles majeurs par rapport au principe de mesure NDIR. La plupart des capteurs de CO2 sont entièrement calibrés avant l'expédition par l'usine. Au fil du temps, le point zéro du capteur doit être recalibré pour utiliser à long terme ce capteur.

## Capteur deCO2estimé
Des capteurs pour ces substances peuvent être fabriqués à l'aide de la technologie MEMS semi-conducteur à oxyde métallique (CMOS) bon marché (environ vingt dollars). La mesure du CO2 qu'ils fournissent est appelée « CO2 estimé (eCO2) », ou « équivalent CO2 (CO2 eq) ». Bien que les mesures obtenues par ces capteurs soient assez satisfaisantes sur le long terme, l'introduction de sources de COV ou de CO2 ne provenant pas de la respiration, telles que l'épluchage de fruits ou l'utilisation de parfum, les rendent non fiables en court terme.

## Applications
- Exemples : 
  - Qualité de l'air intérieur
  - Détection de passager clandestin
  - Navires marins
  - Serres
  - Gaz d'enfouissement
  - Espaces confinés
  - Aérospatial
  - Soins de santé
  - Horticulture
  - Transport
  - Cryogénie
  - Gestion de l'aération
  - Exploitation minière
  - Recycleurs (SCUBA)
  - Décaféination
- Pour le comptage de l'occupation humaine en intérieur[10],[11].
- Pour les applications HVAC, les capteurs de CO2 peuvent être utilisés pour surveiller la qualité de l'air et le besoin personnalisé d'air frais. La mesure des niveaux de CO2 détermine indirectement le nombre de personnes présentes dans une pièce et la ventilation peut être ajustée en conséquence.
- En cas de traitement médical, le fonctionnement des poumons est vu sous la forme d'un dispositif capnographe.